# Saki Hiwatari
Saki Hiwatari (ur. 15 lipca 1961) – japoński mangaka. Jego pierwsza praca, Mahōtsukai wa shitteiru, była wydawana w cotygodniowym czasopiśmie Hana to Yume w 1982.

## Prace
- Akuma-kun Magic Bitter
- Boku no Chikyū wo mamotte
- Mirai no Utena
- Guuzen ga Nokosu Mono
- Cosmo na Bokura
- Gurōbaru Gāden: Ainshutain Suimu Kitan
- Boku o Tsutsumu Tsuki no Hikari